# Quantità immaginarie
Quantità immaginarie (The Imaginary) è un racconto di fantascienza di Isaac Asimov pubblicato per la prima volta nel 1942 sul numero di novembre della rivista Super Science Stories.
Successivamente è stato incluso nell'antologia Asimov Story (The Early Asimov) del 1972.
È stato pubblicato varie volte in italiano a partire dal 1973, anche col titolo L'immaginario.
È il secondo racconto della trilogia dell'Homo Sol, insieme a Homo Sol del 1940 e Le matricole (The Hazing) del 1942. Nella trilogia, Asimov introduce il concetto di psicologia sviluppata in una scienza matematicamente rigorosa, che poi incorpora nel ciclo della Fondazione.

## Trama
La Federazione Galattica ha sviluppato la psicologia in una pura e solida scienza, basata su equazioni quantitative che interpretano i comportamenti umani. Di conseguenza, i maestri psicologi sono persone importanti e molto considerate.
Lo psicologo Tan Porus dell'università di Arturo ha formulato un'audace spiegazione per la mente di una particolare specie di calamari che ha sconcertato tutti gli altri scienziati della Federazione. Le sue formule si basano sull'uso di numeri immaginari nei passaggi intermedi che si elidono alla fine e forniscono risultati reali che spiegano il comportamento osservato dei calamari. I suoi colleghi sono furiosi di fronte a questa soluzione non ortodossa.
Durante un periodo di ferie di Porus, due suoi studenti leggono di esperimenti condotti usando campi magnetici e radiazioni per indurre reazioni in animali invertebrati e decidono di applicare questa tecnica sui calamari, pensando così di ottenere numeri immaginari nei risultati delle equazioni dei calamari. Conducono l'esperimento con risultati catastrofici: le creature cominciano a emettere un “campo mortale” di radiazioni di tipo sconosciuto che si espande in modo incontrollato e in grado di uccidere animali e piante.
Porus viene richiamato urgentemente dal suo pianeta natale ed escogita un metodo che in teoria dovrebbe fermare l'espansione, riducendo il pH dell'acqua nella vasca dei calamari al di sotto di 3.0. Si offre volontario per provare il metodo egli stesso, usando una tuta rivestita di osmio per poter resistere alla radiazione. Versa quindi dell'acido cloridrico nella vasca e riesce a eliminare il campo.